# Berhida
Berhida je vas na Madžarskem, ki upravno spada pod podregijo Várpalotai Županije Veszprém.